# Scylla fille de Nisos
Pour les articles homonymes, voir Scylla.

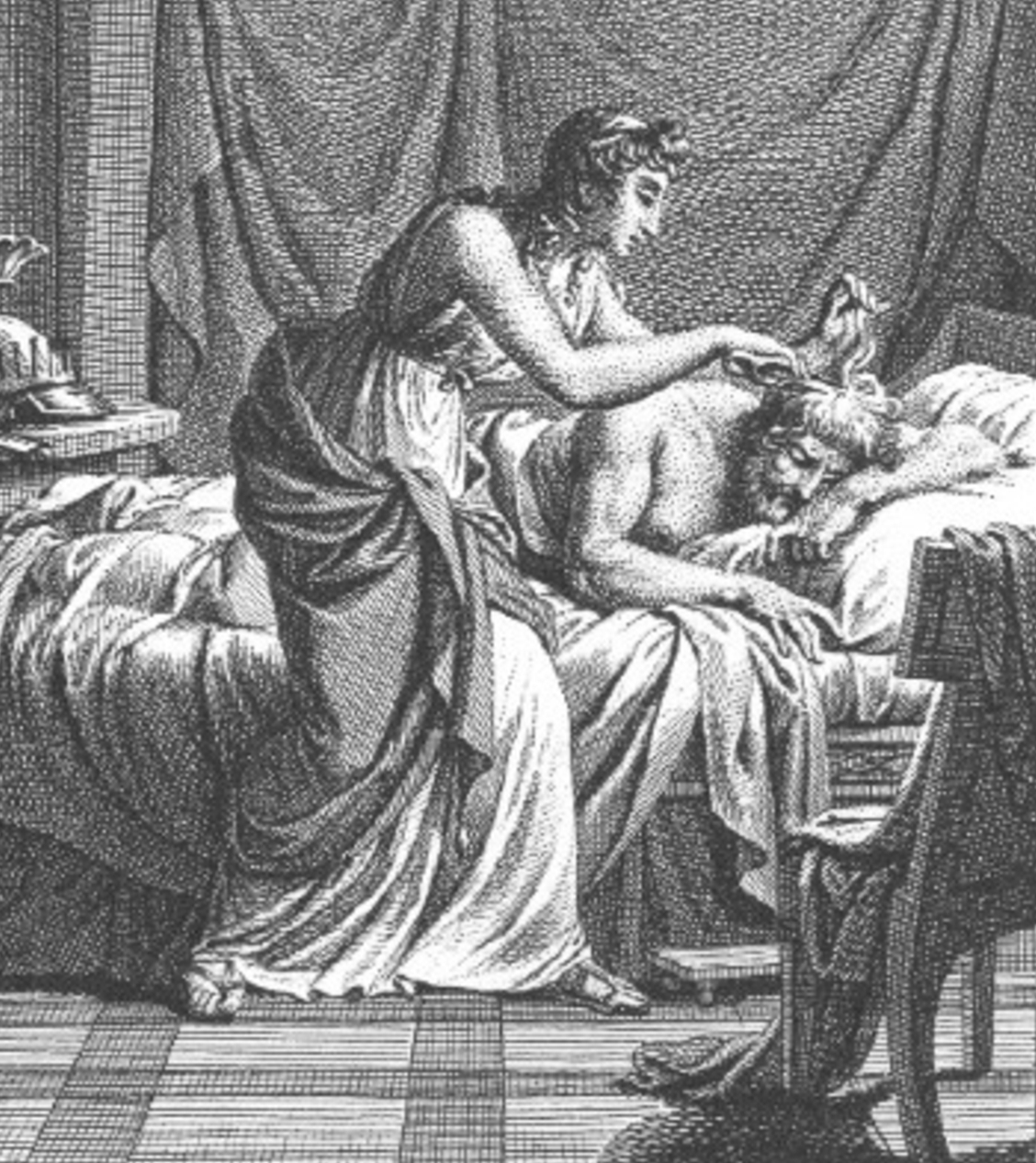
Scylla coupant la mèche de son père (Illustration de Nicolas-André Monsiau dans Les Métamorphoses d'Ovide, 1806).

Dans la mythologie grecque, Scylla (en grec ancien Σκύλλα / Skúlla) est la fille de Nisos, roi de Mégare. Devenue parricide par amour pour Minos, elle est métamorphosée en aigrette.

## Légende
Alors que Minos assiège la ville de Mégare, il réussit à gagner la faveur de Scylla, fille du roi. Celle-ci, profitant du sommeil de son père, coupe la mèche de cheveux qui lui garantit l'immortalité et la sécurité de sa ville. Mégare tombe, mais Scylla, tourmentée par le remords, se métamorphose en aigrette.
Cette trame fait l'objet de nombreux motifs. La première occurrence de la légende se trouve dans les Choéphores d'Eschyle. Le chœur énumère une liste de forfaits : le meurtre de Méléagre par sa mère Althée, le crime des Lemniennes, meurtrières de leurs maris, ainsi que celui de Scylla, qui n'est pas nommée. Chez Euripide, Scylla est corrompue par Minos grâce à des colliers d'or crétois.
La seconde occurrence se trouve dans le Ciris (« l'Aigrette »), un poème attribué par les Anciens à Virgile mais probablement apocryphe. Ici, Minos poursuit un dénommé Polyidos, qui prend refuge à Mégare. Les Moires prédisent que la ville ne tombera pas tant que Nisos conservera sa mèche. Parallèlement, Héra punit Scylla, coupable d'une offense à son encontre, en la rendant amoureuse de Minos : elle coupe la mèche, tuant ainsi son père. Finalement, elle est traînée derrière les bateaux de Minos, sans doute pour parricide, jusqu'à ce qu'Amphitrite, prise de pitié, la métamorphose en aigrette. Zeus transforme alors Nisos en aigle, prédateur de l'aigrette.
Ovide livre ensuite la version la plus connue du mythe : Minos se rend à Athènes pour venger le meurtre de son fils Androgée par le roi athénien Égée. En chemin, il assiège Mégare. Scylla, apercevant Minos des remparts de la ville, s'en éprend et coupe la mèche. Minos, horrifié, abandonne Scylla, qui se jette dans la mer. Son père et elle sont ensuite métamorphosés.

## Musique
- Scylla, tragédie lyrique de Theobaldo di Gatti sur un livret de Duché de Vancy (1701)

## Sources
- Pseudo-Apollodore, Bibliothèque [détail des éditions] [lire en ligne] (III, 15, 8).
- Eschyle, Les Choéphores [détail des éditions] [lire en ligne] (v. 613-622).
- Hygin, Fables [détail des éditions] [(la) lire en ligne] (CXCVIII).
- Ovide, Métamorphoses [détail des éditions] [lire en ligne] (VI, 6-151).
- Pausanias, Description de la Grèce [détail des éditions] [lire en ligne] (I, 19, 4 ; II, 34, 7).
- Properce, Élégies [détail des éditions] [lire en ligne] (III, 19, 21-28).
- Strabon, Géographie [détail des éditions] [lire en ligne] (VIII, 6, 13).
- Pseudo-Virgile, Ciris.